# Armor Group (groupe industriel)
 (juillet 2025).
Pour les articles homonymes, voir Armor (homonymie).
Armor Group est un groupe industriel français, spécialisé dans la formulation d’encres, l’enduction de couches fines sur films minces et l’économie circulaire. L’entreprise est détenue à 100% par l’équipe de management et 450 salariés-actionnaires. Présent à l’international, Armor Group compte près de 2 500 collaborateurs - dont 850 en France - répartis dans une vingtaine de pays sur quatre continents. Le groupe a réalisé un chiffre d’affaires de 447 M€ en 2024. Il investit chaque année près de 50 M€ en équipements industriels et recherche et développement.

## Histoire

### Origines et développement industriel (1922 - années 2000)
En 1922, l'entreprise « Galland et Brochard » est créée à Nantes pour répondre aux besoins croissants en papier carbone. L’activité prend rapidement une dimension industrielle et une usine est inaugurée sur le site de Chantenay en 1956. Moins de dix ans plus tard, l’entreprise est devenue Armor.
Dans la foulée, Armor développe des rubans encrés pour machines à écrire, puis des rouleaux de fax. Ensuite Armor s’engage  dans les cartouches d’impression pour le secteur de la bureautique, puis plus largement dans l’impression alternative. L’activité, qui prend en 2024 le nom d’Altkin, se positionne comme un militant de l’économie circulaire, notamment avec OWA, sa marque dédiée à la production et à la collecte de cartouches d’impression remises à neuf.
En 1983, Armor devient la première société en Europe dotée de la technologie des films encrés Transfert Thermique, la plus répandue dans le monde pour l’identification unitaire et la traçabilité des produits : étiquette code-barres, QR codes, date de péremption sur un produit alimentaire, instructions de lavage sur une étiquette de vêtement, etc. En 1990, une nouvelle usine est créée à la Chevrolière près de Nantes, qui double de taille en 2006. Baptisée désormais Armor-Iimak à la suite du rachat de son concurrent américain Iimak en 2021, cette filiale d’Armor Group est aujourd’hui leader mondial du secteur avec 360 millions d’euros de chiffre d’affaires et 40% du marché du ruban transfert thermique en 2024,.

### Diversification et structuration du groupe (2008 - 2022)
En 2008, Antoine Rufenacht et le fonds d’investissement IDI cèdent 92 % des parts à la holding de participations industrielles lyonnaise Orfite, le reste étant racheté par l'équipe de management. Hubert de Boisredon, présent depuis 2004, devient président-directeur général cette même année. Sous son impulsion, Armor se lance alors dans un grand plan de diversification qui place la RSE au cœur de son modèle économique. L’entreprise publie l’année suivante, son premier rapport RSE et signe la Charte Relations fournisseurs et achats responsables en 2011. Elle deviendra l'une des cinq premières ETI françaises à décrocher le label « Relations fournisseurs et achats responsables » du ministère de l'Économie et des finances, une distinction encore peu répandue dans l'industrie à l’époque.
Dans le prolongement de cette stratégie, dès 2010, Armor développe ASCA, son activité de films photovoltaïques organiques, en y investissant près de 100 M€ en près d’une décennie. Faute de soutiens publics et politiques, l'activité se verra largement restructurée en 2023.
Pour former les opérateurs de production aux technologies de l’industrie du futur et aux nouveaux métiers du groupe, l'entreprise lance en 2011 l’Université Armor, sur son site de la Chevrolière, et délivre un diplôme d’État.
En 2014, Hubert de Boisredon, l’équipe de direction et 300 employés d’Armor rachètent la majorité du capital au fonds de participations industrielles lyonnais Orfite. Chaque salarié qui souhaitait devenir actionnaire a reçu jusqu’à 3 000 euros d’apport, un abondement du double de son investissement, pouvant ainsi investir 6000 euros dans un fonds commun de placement d'entreprise. Cette reprise est construite sous une forme inédite de LBO « par une optique de long terme, avec une adhésion à un projet industriel basé sur l’innovation » selon Hubert de Boisredon.
La diversification des activités se poursuit en 2015 avec le lancement d'Armor Battery Films, une activité de production de films collecteurs de courant pour batteries permettant d’améliorer leur performance. D’abord intégrée au site historique de la Chevrolière, une nouvelle usine dédiée est par la suite construite en 2024 et inaugurée en présence de Patrick Martin, alors président du Medef. Ce nouveau site représente un investissement de 37 M€, le plus important réalisé en une fois par le groupe.
Enfin, Armor Group étend ses activités en 2017 à la fabrication additive 3D avec la création de la marque Kimya. Cette filiale cesse toutefois ses activités en 2024 faute de rentabilité suffisante, dans un contexte de ralentissement économique impactant tout le secteur.

### Nouvelles orientations industrielles et investissements récents (2023 - 2024)
En 2022, l’entreprise filialise l’ensemble de ses activités. Elles sont désormais toutes détenues à 100% par le groupe, sauf Armor-Iimak qui voit cette même année entrer à son capital le fond Astorg qui en devient actionnaire minoritaire significatif. Profitant de son centenaire, le groupe Armor est rebaptisé Armor Group.
Dans le prolongement de cette réorganisation, Armor Group lance en 2023 un programme de diversification industrielle pour répondre à différents enjeux tels que la transition énergétique, la recyclabilité des matières et la purification de l’eau, « Armor Group Open Industry ». Le groupe prend alors des participations minoritaires dans des start-up et entreprises françaises : HoloSolis, projet de gigafactory solaire dans le Grand Est, Blackleaf, spécialiste du graphène, Exocell, spécialiste du traitement des eaux usées industrielles et Atawey, spécialiste français des stations de recharge hydrogène.
Début 2024, le groupe officialise la création de sa filiale dédiée aux surfaces interactives, Armor Smart Films, dans laquelle il investit quelques mois plus tard plus de 800 000 euros pour un équipement dédié à la sérigraphie à plat.

## Organisation et données financières
Armor Group se veut être un maillon fort d’une industrie qui place la coopération au cœur de son modèle, se traduisant à travers différentes initiatives concrètes. La co-industrialisation d’abord, en allant chercher la croissance dans les zones du monde en fort développement, tout en pérennisant la production et l’emploi dans les territoires d’implantation existants. Armor Group produit en effet pour sa filiale Armor-Iimak des produits semi-finis à La Chevrolière (Loire-Atlantique), ainsi qu’aux États-Unis et en Chine, et s’appuie sur des unités de découpe industrielle réparties sur quatre continents, en France, en Chine, en Inde, à Singapour, au Brésil, en Afrique du Sud, aux États-Unis, au Mexique, au Canada, en Colombie et au Kenya,.
Le groupe n'est pas coté en bourse ; c'est un choix assumé de la direction pour assurer une stabilité et une vision de long-terme, en évitant d’être perturbé par des variations des cours de bourse quotidiens. L’entreprise est détenue à 100% par l’équipe de management et 450 salariés-actionnaires, et compte près de 2 500 collaborateurs - dont 850 en France. Le groupe investit chaque année près de 50 M€ en équipements industriels et recherche et développement